# Elias Fredrik Wilhelm Lagercrantz
Elias Fredrik Wilhelm Lagercrantz, född den 23 september 1791 på Farstorp i Nye socken, Jönköpings län, död den 29 december 1860 i Eksjö, var en svensk militär. Han tillhörde ätten Lagercrantz och var farfar till Otto Lagercrantz.
Lagercrantz blev kadett vid krigsakademien på Karlberg 1804 och avlade avgångsexamen där 1808. Han blev kvartermästare vid Smålands lätta dragonregemente sistnämnda år 1808 och kornett där samma år. Lagercrantz deltog i kriget i Tyskland 1813 samt därunder i bataljerna vid Grossbeeren, Dennewitz och Leipzig. Han blev löjtnant vid regementet 1814 och ryttmästare vid samma regemente, som då bytt namn till Smålands husarregemente, 1823. Lagercrantz befordrades till andre major där 1826, till förste major 1829 och till överstelöjtnant 1830. Han blev tillförordnad chef för regementet sistnämnda år, överste i armén 1835 samt ordinarie chef för regementet 1842. Lagercrantz beviljades avsked ur krigstjänsten 1858. Han blev riddare av Svärdsorden 1827 och kommendör av samma orden 1858.